# Paulinów (województwo lubelskie)
Paulinów – wieś w Polsce położona w województwie lubelskim, w powiecie puławskim, w gminie Nałęczów.
W latach 1975–1998 miejscowość położona była w województwie lubelskim.
Wieś stanowi sołectwo gminy Nałęczów. Według Narodowego Spisu Powszechnego z roku 2011 wieś liczyła 58 mieszkańców.
Wierni Kościoła rzymskokatolickiego należą do parafii Miłosierdzia Bożego w Piotrowicach.